# Fișici
Fișici – wieś w Rumunii, w okręgu Buzău, w gminie Bozioru. W 2011 roku liczyła 94 mieszkańców.